# Parsonsia pedunculata
Parsonsia pedunculata är en oleanderväxtart som först beskrevs av Otto Warburg, och fick sitt nu gällande namn av Markgr.. Parsonsia pedunculata ingår i släktet Parsonsia och familjen oleanderväxter. Inga underarter finns listade i Catalogue of Life.